# New Orleans Rhythm Kings
Les New Orleans Rhythm Kings (souvent surnommés NORK) sont un orchestre de jazz créé au milieu des années 1920. Il fut l'un des groupes les plus célèbres de l'époque.
L'orchestre était composé de musiciens originaires de La Nouvelle-Orléans et de Chicago. Il a contribué à définir le Chicago Jazz et a exercé une grande influence sur la scène musicale émergente de la ville.

## Histoire du groupe

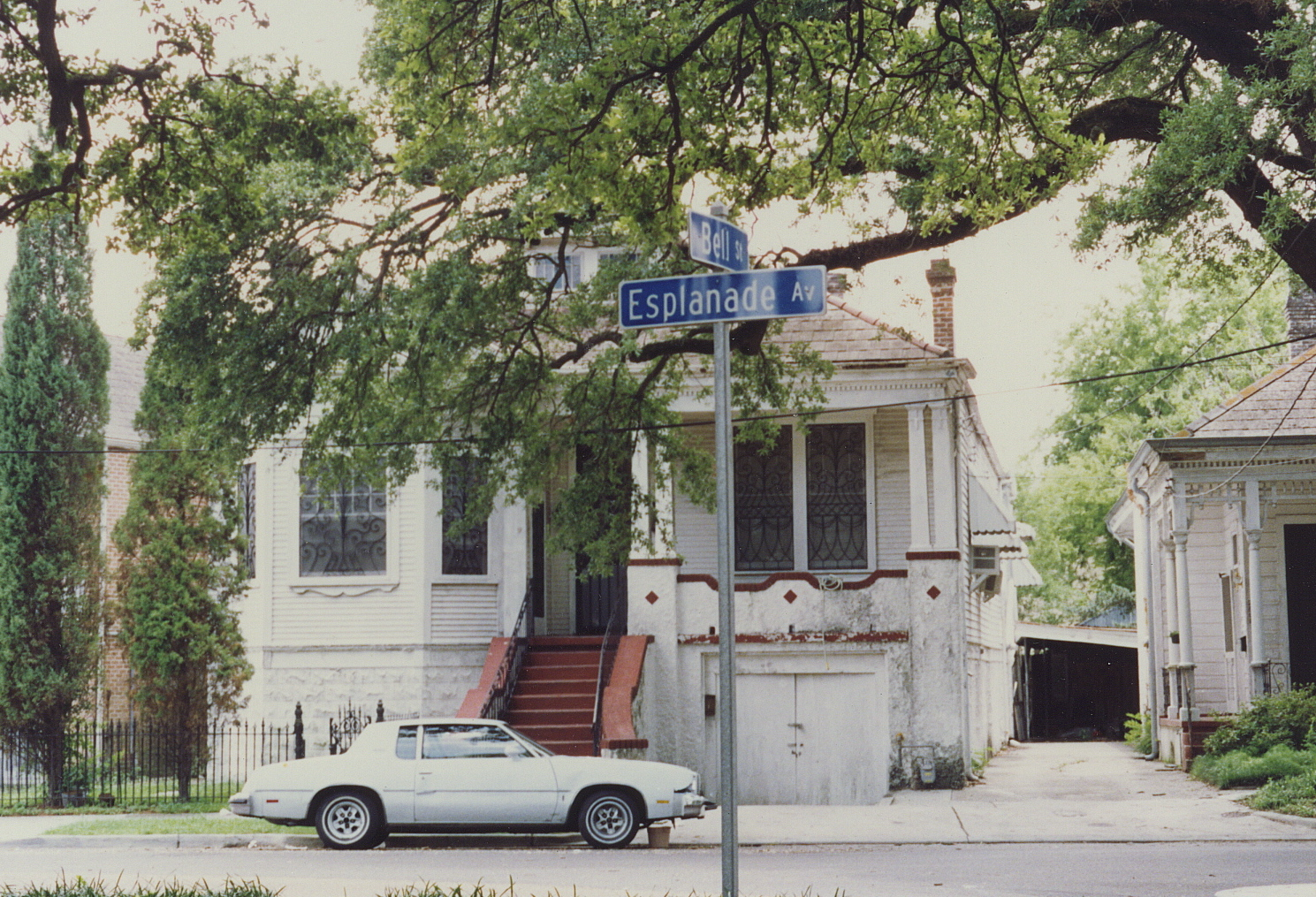
Maison de sur l' à La Nouvelle Orléans, où les musiciens du NORK répètent pour leurs enregistrements dans les années 1920.

À l'origine, l'orchestre s'appelle The Friar's Society Orchestra (en référence au club Friar's Inn), il change de nom pour New Orleans Rhythm Kings en 1923. Au Friar's Inn, l'orchestre fait sensation devant un public hétéroclite de gangsters, d'hommes d'affaires, et de passionnés de jazz.
La formation initiale est due à l'association du trompettiste Paul Mares (en), du tromboniste George Brunies, et du clarinettiste Leon Roppolo (en), considéré comme le premier soliste de jazz d'envergure à avoir enregistré. Les morceaux sont composés et arrangés par le pianiste Elmer Schoebel (en), dont on dit qu'il était le seul du groupe à savoir lire une partition. Le groupe effectue ses premiers enregistrements en 1922-1923 auprès de Gennett Records (en), permettant une large diffusion de ce qui allait devenir le Chicago style jazz. Influencés par le Creole Jazz Band de King Oliver, ils sont les premiers à effectuer, en 1923, un enregistrement avec un orchestre composé de musiciens noirs et blancs, par exemple celui de Sobbin Blues avec Jelly Roll Morton.
L'orchestre est dissout en 1924 quand Paul Mares (en) et Leon Roppolo (en) retournent à New York. Il rejoue brièvement en 1925 et 1935.

## Membres

### Originaires de la Nouvelle-Orléans
- Chink Martin Abraham, contrebasse, tuba
- Leo Adde (en), batterie
- Lester Bouchon, saxophone
- Steve Brown, contrebasse
- George Brunies, trombone
- Charlie Cordilla, clarinette, saxophone
- Bill Eastwood, banjo
- Emmett Hardy, cornet
- Arthur Monk Hazel (en), drums
- Glyn Lea "Red" Long, piano
- Arnold "Deacon" Loyacano (Loiacono), contrebasse, piano
- Oscar Marcour, violon
- Paul Mares (en), trompette
- Santo Pecora (en), trombone
- Leon Roppolo (en), clarinette

### Originaires de Chicago
- Louis 'Lou' Black (en), banjo
- Voltaire de Faut (en), clarinette, saxophone
- Bob Gillette, banjo
- Husk O'Hare (en), promoteur
- Don Murray, clarinette, saxophone
- Bee Palmer (en), vocaliste
- Jack Pettis, saxophone
- Kyle Pierce, piano
- Ben Pollack, batterie
- Elmer Schoebel (en), piano, arrangeur
- Glen Scoville, saxophone
- Frank Snyder, batterie
- Mel Stitzel (en), piano